# Aimée von Pereira
Aimée von Pereira (* 16. Februar 2000 in Hamburg) ist eine deutsche Handballspielerin, die für den dänischen Erstligisten København Håndbold aufläuft.

## Karriere

### Im Verein
Aimée von Pereira begann das Handballspielen gemeinsam mit ihrer Zwillingsschwester bei der SG Kollmar/Neuendorf. Im Jahr 2008 wechselte die Rückraumspielerin zum MTV Herzhorn. Hier erhielt sie im Alter von 16 Jahren Spielanteile in der Oberligamannschaft des MTV Herzhorn.
Aimée von Pereira wechselte im Januar 2017 zum Buxtehuder SV, für den sie in der A-Jugend sowie für die 2. Mannschaft in der 3. Liga auflief. Mit der A-Jugend gewann die Rechtshänderin 2017 die deutsche Meisterschaft. Im Finale erzielte sie 11 Treffer. Ein Jahr später stand sie mit Buxtehude erneut im Finale um die deutsche A-Jugendmeisterschaft, das diesmal jedoch verloren wurde. Im Sommer 2018 schloss sie sich Bayer Leverkusen an. In der Saison 2018/19 wurde Aimée von Pereira sowohl in der 3. Liga als auch in der Bundesliga eingesetzt. Im Sommer 2019 wechselte sie zum dänischen Erstligisten København Håndbold. Nachdem sie ab der Saison 2021/22 beim französischen Erstligisten OGC Nice Côte d’Azur Handball unter Vertrag stand, wechselte sie im Sommer 2023 zum dänischen Erstligisten Nykøbing Falster Håndboldklub.
Aimée von Pereira kehrte im Sommer 2025 zum dänischen Erstligisten København Håndbold zurück.

### In Auswahlmannschaften
Aimée von Pereira gewann bei der U-17-Europameisterschaft 2017 die Goldmedaille und wurde zum MVP gekürt. Weiterhin nahm sie an der U-18-Weltmeisterschaft 2018 teil.
Am 6. März 2025 gab sie ihr Debüt für die A-Nationalmannschaft gegen Frankreich.